# 12456 Genichiaraki
12456 Genichiaraki este un asteroid din centura principală de asteroizi.

## Descriere
12456 Genichiaraki este un asteroid din centura principală de asteroizi. A fost descoperit pe 2 ianuarie 1997 la Chichibu de Naoto Satō. Asteroidul prezintă o orbită caracterizată de o semiaxă mare de 2,47 ua, o excentricitate de 0,08 și o înclinație de 2,5° în raport cu ecliptica.